# Serpoleskea
Serpoleskea là một chi rêu trong họ Amblystegiaceae.